# Spaarne College
Het Spaarne College is een school voor middelbaar onderwijs in de stad Haarlem.
De school is op 1 augustus 2020 ontstaan uit een fusie tussen het Sterren College, de Daaf Gelukschool en de Paulus Mavo. De school gebruikt als schoolgebouw het 12.000 m² nieuwbouwgebouw van het Sterren College aan het Badmintonpad dat is gelegen nabij de spoordijk van de Kennemerlijn, en achter de bebouwing van de Verspronckweg in het Ter Kleefkwartier.
De school heeft zo'n 850 leerlingen en 130 leraren en biedt onderwijs aan op het onderwijsniveau vmbo. Op het Spaarne College wordt gewerkt met schoolboeken en een iPad, dit wordt ook wel blended learning genoemd. De school beschikt over drie gymzalen van in totaal 5.000 m². 
De school is bereikbaar met openbaar vervoer via een in augustus 2020 ingestelde buslijn 7.

## Varia
- Van 1975 tot eind 20e eeuw was aan de Zwemmerslaan in Schalkwijk het Spaarne Scholengemeenschap gevestigd, later ook wel het Spaarne Lyceum en Linnaeus College genoemd. Het Spaarne College diende niet verward te worden met deze gelijknamige school.